# نبرد بصره (۲۰۰۸)
نبرد بصره از ۲۵ مارس ۲۰۰۸ میان ارتش عراق و شبه نظامیان سپاه مهدی به رهبری مقتدی صدر آغاز شد و گروه‌های مختلف شبه نظامی و باندهای تبهکار آتش درگیری و نا آرامی در بصره را همچنان شعله ور نگه داشته‌اند.
اعمال مقررات منع تردد شبانه در بصره از ۲۴ مارس به اجرا درآمد و مدارس و دانشگاه‌ها نیز به مدت چند روز تعطیل اعلام شد، نوری المالکی در همین روز از شهر بازدید کرد و اعلام داشت دولت تصمیم گرفته‌است بار دیگر قانون، امنیت و ثبات را بر بصره اعمال کند.
هدف دولت عراق جلوگیری از قدرت‌گیری سپاه مهدی در بصره و اجرای طرح احیای نظم و قانون در این شهر است، بصره دومین شهر بزرگ عراق و یکی از مراکز مهم نفتی عراق است به طوری که بیشترین صادرات نفتی عراق از بصره می‌گذرد.

## روزنگار وقایع
- ۲۴ مارس ۲۰۰۸:در پی گزارش‌هایی دایر بر بی نظمی فزاینده توسط شبه نظامیان شیعه در بصره، مقام‌های این شهر تا زمان نامعلوم مقررات منع آمد و شد شبانه اعمال کرده‌اند و نوری المالکی در همین روز از شهر بازدید کرد و اعلام داشت:که دولت تصمیم گرفته‌است بار دیگر قانون، امنیت و ثبات را بر بصره اعمال کند.[۴]
- ۲۵ مارس ۲۰۰۸:پس از اعلام مقررات وضعیت فوق العاده و منع رفت‌وآمد شبانه در شهر بصره نبردی سنگین بین نیروهای امنیتی عراق و شبه نظامیان مسلح سپاه مهدی، به رهبری مقتدی صدر، روحانی تندرو شیعه آغاز شد.[۵]
- ۲۶ مارس ۲۰۰۸:نوری المالکی، نخست وزیر عراق، در این روز به شبه نظامیان شیعه در بصره ۷۲ ساعت فرصت داد تا به حملات مسلحانه خود پایان دهند و از نیروهای سپاه مهدی خواست در این مدت سلاح‌های خود را زمین بگذارند وی همچنین هشدار داد که اگر شبه نظامیان سلاح خود را زمین نگذارند با مجازات‌های شدید روبرو می‌شوند.[۱][۶][۷] این در حالی بود که نبردهای سنگین هزاران نیروی ارتش عراق با شبه نظامیان شیعه در شهر بصره در جنوب عراق ادامه یافته و به سایر نقاط شیعه‌نشین این کشور نیز سرایت کرده بود.[۸]
- ۲۷ مارس ۲۰۰۸:نخست وزیر عراق، وعده داد که تا آخر راه با شبه نظامیان شیعه در کشورش بجنگد.وی به رهبران طائفه‌ای بصره گفت عقب نشینی در اقدامات نظامی دولتش رخ نخواهد داد.[۹]
- ۲۸ مارس ۲۰۰۸:در خلال درگیری‌های میان شبه نظامیان شیعه و نیروهای امنیتی عراق، به منظور حفاظت از غیرنظامیان مقررات منع تردد در بغداد اعمال شد.نخست وزیر عراق، ضرب الاجل تعیین شده برای اعضای سپاه مهدی، را برای ۱۰ روز دیگر تمدید کرد و پیشنهاد پرداخت پاداش نقدی به تحویل دهندگان سلاح را داد.[۱۰]

جورج دبلیو بوش ضمن حمایت از عملیات دولت عراق در بصره، در سخنرانی خود موزه نیروی هوایی شهر دیتون در اوهایو گفت وضعیت عادی در حال بازگشت به عراق است.وی گفت:همین حالا که ما صحبت می‌کنیم، عراقی‌ها دست به نبرد سختی علیه جنگجویان شبه نظامی و مجرمان در بصره زده‌اند، که بسیاری از آن‌ها سلاح، آموزش و پول از ایران دریافت کرده‌اند.
- ۲۹ مارس ۲۰۰۸:جنبش سیاسی وفادار به مقتدی صدر روحانی تندروی شیعه عراقی، که رهبر شبه نظامیان سپاه مهدی است درخواست خلع سلاح و تسلیم شدن این گروه را رد کرده‌است.این جنبش گفته‌است تنها در صورتی که دولت عراق بخواهد به اشغال کشور توسط آمریکا پایان دهد، اعضای سپاه مهدی اسلحه خود را تحویل خواهند داد.[۱۰]